# Hello Destiny
Hello Destiny è il sesto album studio del gruppo pop punk/ska punk statunitense Goldfinger, pubblicato il 22 aprile 2008 su SideOneDummy Records.
Il disco tratta principalmente temi seri e impegnati, come la guerra, la religione, il suicidio e la fine di relazioni amorose.

## Tracce
1. One More Time – 3:14
2. Get Up – 2:59
3. Goodbye – 2:36
4. Without Me – 3:14
5. If I'm Not Right – 3:35
6. War (feat. Ian Watkins dei Lostprophets) – 3:37
7. How Do You Do It – 2:11
8. Bury Me – 3:25
9. Not Amused – 1:49
10. Handjobs For Jesus (feat. Bert McCracken dei The Used e Monique Powell dei Save Ferris) – 4:37
11. Free Kevin Kjonaas – 3:24
12. Julian (feat. Ian Watkins dei Lostprophets) – 1:35

## Formazione[2]
- John Feldmann –voce, chitarra, tastiere, percussioni, ingegneria del suono, missaggio, sequencer, arrangiamenti corde
- Charlie Paulson – chitarra
- Kelly LeMieux – basso
- Darrin Pfeiffer – batteria

### Crediti[2]
- Matt "Hippie" Appleton - tastiere, tromba, voce d'accompagnamento, ingegneria del suono
- Ray Cappo - voce d'accompagnamento
- Dillon Teague Devoe - voce d'accompagnamento
- Julian Feldmann - voce d'accompagnamento
- Alex Sanuate - voce d'accompagnamento
- Ian Watkins - voce d'accompagnamento
- Josephine Collective - violino
- Bert McCracken - violino
- Monique Powell - violino
- Dean Butterworth - percussioni
- Quinn Allman - fotografia
- Ryan Bakerink - fotografia
- Jess Baumung - fotografia
- Chuck Espinoza - fotografia
- Amy Feldmann - fotografia
- Caio Salvagno - fotografia
- Stephanie Wheeler - fotografia
- Stephanie Brownstein - management
- Steve Moir - management
- Joe Gastwirt - mastering
- Kevin Kjonaas - note
- Kyle Moorman - ingegneria del suono

## Classifiche[3]
| Classifica             | Posizione |
| ---------------------- | --------- |
| Top Independent Albums | 43        |